# Lessolo
Lessolo – miejscowość i gmina we Włoszech, w regionie Piemont, w prowincji Turyn.
Według danych na rok 2004 gminę zamieszkiwały 1952 osoby, 278,9 os./km².